# Karimane, Hosanagara
Karimane là một làng thuộc tehsil Hosanagara, huyện Shimoga, bang Karnataka, Ấn Độ.